# Giro dell'Emilia 1998
Il Giro dell'Emilia 1998, ottantunesima edizione della corsa, si svolse il 26 settembre 1998 su un percorso di 197 km. La vittoria fu appannaggio dell'italiano Mirko Celestino, che completò il percorso in 4h37'00", precedendo i connazionali Massimo Donati e Michele Bartoli.
Sul traguardo di Bologna 42 ciclisti, su 158 partiti da Modena, portarono a termine la competizione. 

## Ordine d'arrivo (Top 10)
| Pos. | Corridore          | Squadra                 | Tempo    |
| ---- | ------------------ | ----------------------- | -------- |
| 1    | Mirko Celestino    | Team Polti              | 4h37'00" |
| 2    | Massimo Donati     | Saeco-Cannondale        | s.t.     |
| 3    | Michele Bartoli    | Asics-C.G.A.            | a 2"     |
| 4    | Alberto Elli       | Casino-Ag2r             | a 59"    |
| 5    | Wladimir Belli     | Festina-Lotus           | s.t.     |
| 6    | Davide Rebellin    | Team Polti              | s.t.     |
| 7    | Cristian Gasperoni | Amore & Vita-Forzarcore | s.t.     |
| 8    | Andrea Tafi        | Mapei-Bricobi           | s.t.     |
| 9    | Sandro Giacomelli  | Amore & Vita-Forzarcore | s.t.     |
| 10   | Felice Puttini     | Ros Mary-Amica Chips    | s.t.     |